# Wardija Ridge

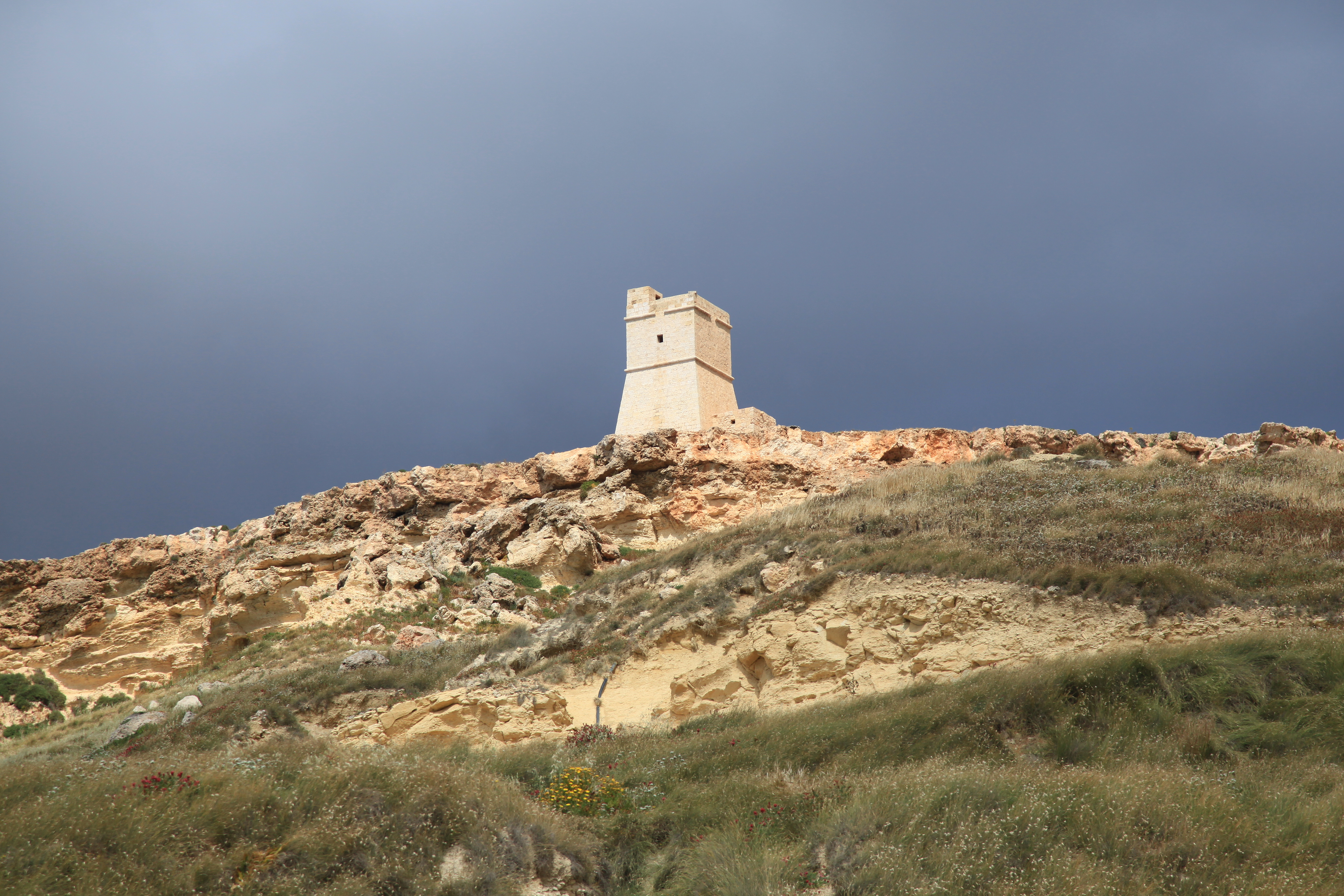
Wieża Ta’ Lippija znajdująca się na płaskowyżu

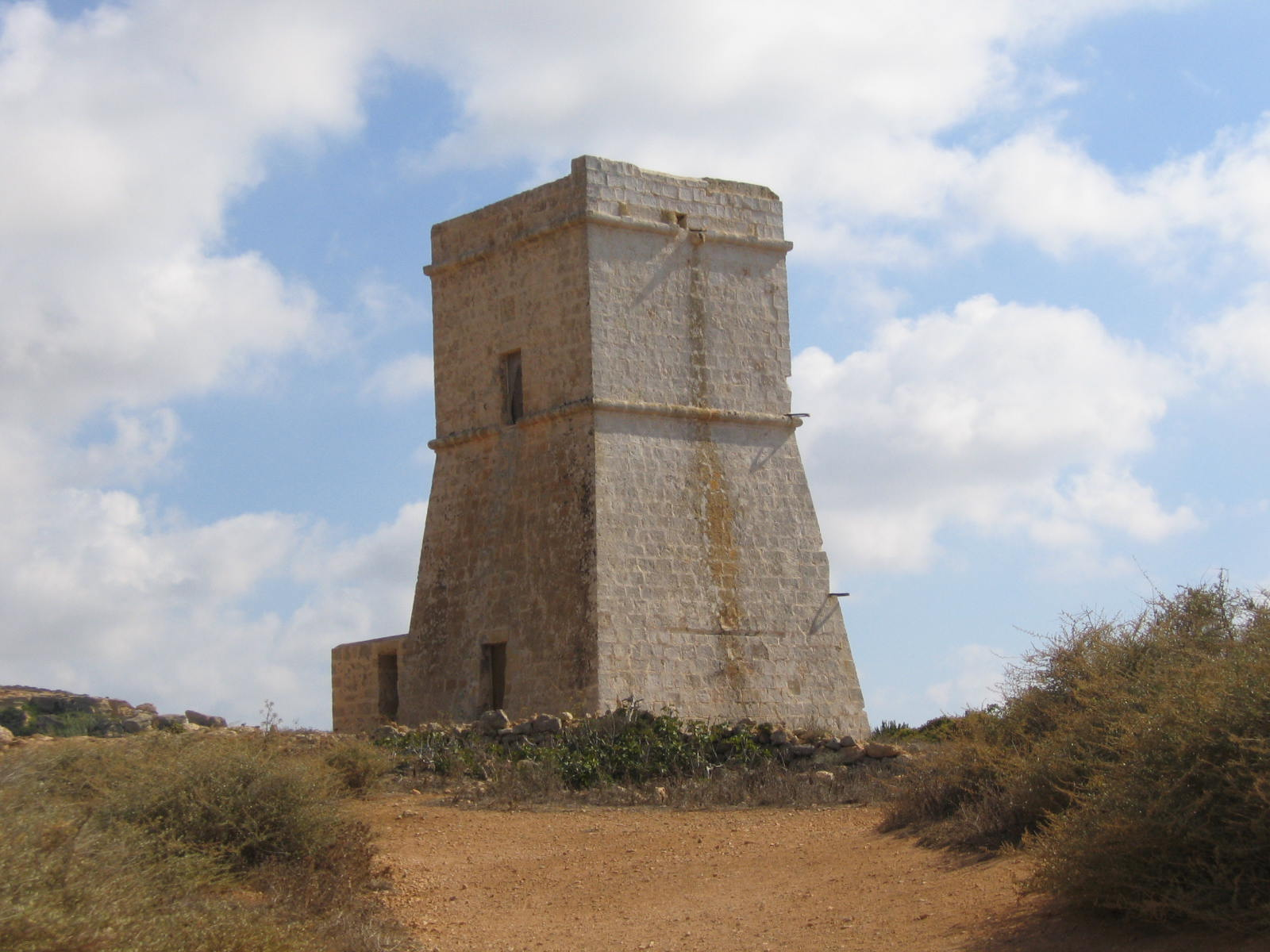
Wieża Għajn Tuffieħa, znajdująca się na płaskowyżu

Wardija Ridge – płaskowyż na północy Malty, wznoszący się na wysokość 139 metrów nad poziomem morza. Jest słabo zaludniony, zaliczany do obszaru chronionego.
Wraz z siedliskami przyrodniczymi il-Ballut tal-Wardija i Il-Wied ta’ San Martin rozciąga się od Għajn Tuffieħa w Mġarr po zatokę Xemxija. Ze względu na szereg dolin, uchodzących do il-Wied tal-Pwales, ma pofałdowane ukształtowanie terenu.

## Obszar chroniony
Wardija Bridge, jako płaskowyż krajobrazowy podlega ochronie ze względu na:
- znaczenie ekologiczne (ochrona II stopnia),
- znaczenie naukowe (z powodu występowania rzadkich gatunków roślin).

Ochronie podlega również obszar trzech dolin, znajdujący się w sąsiedztwie Il-Wied ta’ San Martin, na południowej części cypla, wchodzącego w skład obszaru L-Argentier.

## Atrakcje i zabytki
Około kilometra na zachód od miejscowości Mġarr znajduje się zbudowana w latach 1637-1640 Wieża Ta’ Lippija, jedna z tzw. wież Lascarisa. W bliskim sąsiedztwie znajdują się wieże Nadur i Għajn Tuffieħa. W przeszłości strzegły one wejścia do zatoki Gnejna.

## Znaczenie historyczne
W 1915 r. z powodu zagrożenia atakami ze strony wrogich okrętów podwodnych, Brytyjczycy na wschodnim krańcu płaskowyżu zbudowali Baterię Wardija. Pełniła ona rolę ochronną do końca I wojny światowej. Istniała do 1938 roku, gdy uznano ją za przestarzałą.
W trakcie II wojny światowej na miejscu zdemontowanej baterii umieszczony został brytyjski system radarowy, który miał zabezpieczać przed nalotami pobliski Fort Campbell, będący najważniejszą fortyfikacją na północ od Victoria Lines.